# Islas del mundo
Islas del Mundo es un programa de televisión chileno de tipo documental, es dirigido y conducido por la periodista Sol Leyton. El programa se emitió todos los domingos, fue estrenado el 26 de abril de 2015 y finalizó el 12 de julio de 2015, es transmitido por Chilevisión y producido por Mandarina Producciones. La temática del programa consiste en que la presentadora visitará distintas islas de Latinoamérica, para conocer sus costumbres y culturas.

## Temporadas
| Temp.        | Título                         | Inicio     | Término    | Capítulos | Presentadora |
| ------------ | ------------------------------ | ---------- | ---------- | --------- | ------------ |
| 1° Temporada | Islas del Mundo: Latinoamérica | 26/04/2015 | 12/07/2015 | 12        | Sol Leyton   |

## Capítulos
| N.º | Emisión original | Lugar                            |
| 1   | 26/04/2015       | Kuna Yala - Panamá               |
| 2   | 03/05/2015       | Marajó - Brasil                  |
| 3   | 10/05/2015       | Taquile - Perú                   |
| 4   | 17/05/2015       | Robinson Crusoe - Chile          |
| 5   | 24/05/2015       | Los Uros - Perú                  |
| 6   | 31/05/2015       | Rapa Nui - Chile                 |
| 7   | 07/06/2015       | Holbox - México                  |
| 8   | 14/06/2015       | Los Roques - Venezuela           |
| 9   | 21/06/2015       | Amantaní - Perú                  |
| 10  | 28/06/2015       | Santa Cruz del Islote - Colombia |
| 11  | 05/07/2015       | Chiloé - Chile                   |
| 12  | 12/07/2015       | Cayos Cochinos – Honduras        |
| --- | ---------------- | -------------------------------- |